# Zala Volán

A Zala Volán Zártkörűen Működő Közlekedési Részvénytársaság (röviden: Zala Volán Zrt.) Keszthely, Lenti, Nagykanizsa és Zalaegerszeg helyi, illetve Zala megye helyközi-távolsági autóbusz-közlekedését ellátó közlekedési vállalat volt. Székhelye Zalaegerszegen volt.

## Cégtörténet

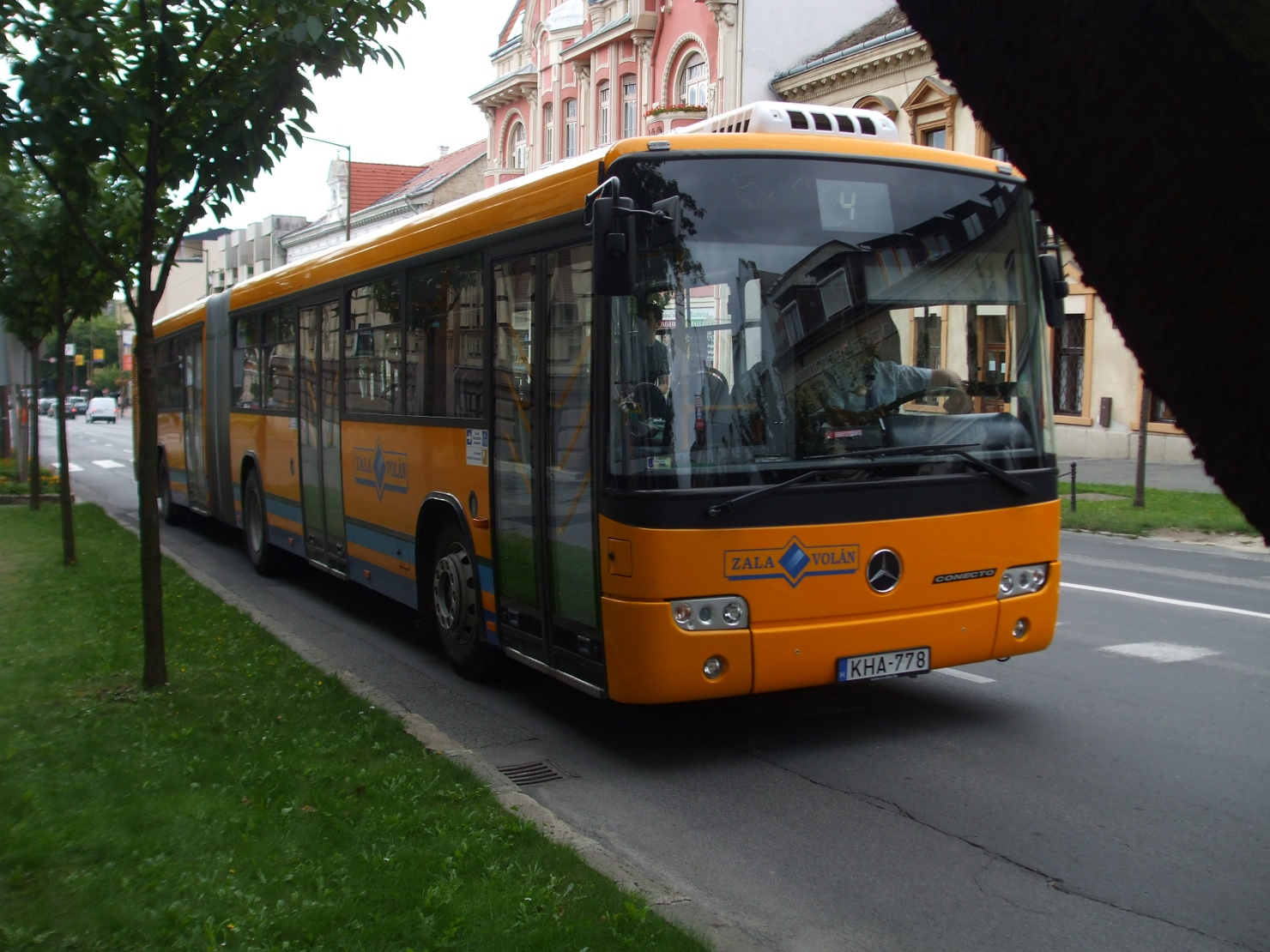
Egy Conecto G autóbusz Nagykanizsán

2015. január 1-jével megszűnt, a Vasi Volánnal, a Kisalföld Volánnal, a Balaton Volánnal, a Bakony Volánnal és a Somló Volánnal együtt az ÉNYKK része lett.